# Delias belisama
Delias belisama is een vlindersoort uit de familie van de Pieridae (witjes), onderfamilie Pierinae.
Delias belisama werd in 1779 beschreven door Cramer.